# Phyllonorycter acratynta
Phyllonorycter acratynta là một loài bướm đêm thuộc họ Gracillariidae. Nó được tìm thấy ở Ấn Độ (Tamil Nadu).